# 太阁立志传V
《太阁立志传V》是一款由光荣公司制作和发行的角色扮演类游戏，為太閤立志傳系列第5作。本游戏最初于2004年3月在Windows发行，游戏后移植至PlayStation2和PSP平台。本游戏于2004年8月26日在日本地区PlayStation2发行。包含了新要素與畫質提升的《太閤立志傳V DX》於2022年5月19日於Nintendo Switch和Steam平台發售。
与前作相比，本作所选择的角色除了武士、忍者和商人之外，还可以选择海贼、剑豪、锻冶屋、医者和茶人。人物的能力值分为统率、武力、政务、知谋、魅力和野望。能力值最大仍为100。此外还有16个技能。
战斗分为个人战、合战、野战和攻城战。
商人和海盗可以旅行至四个海外基地：那霸（琉球）、釜山（朝鲜）、宁波（明代）和吕宋。